# Olaf Haahr
Olaf Haahr (født 28. oktober 1937 i Vejle, død 12. august 2025, Vejle) var en dansk forretningsmand, der er kendt for at have etableret og have drevet firmaet, Haahr Benzin, i mange år.
Olaf Haahr kom som 16-årig i lære i Århus Kul Kompagni. Her viste han snart et talent for forretning, og i 1960 etablerede han Haahr Benzin. I dette firma indledte han import af olie fra Sovjetunionen, der ikke ville handle med de store multinationale olieselskaber, men gerne med en lille dansk virksomhed. Med billige indkøb fra den kant udvidede Haahr snart sin kæde af benzinstationer, der ofte kunne tilbyde billigere benzin end konkurrenterne.
I 2004 solgte han sine tankstationer til Statoil, men allerede få år efter etablerede han en ny kæde af ubemandede benzinstationer. Imidlertid var dette finansieret af EBH Bank, og da denne gik konkurs i 2008 under finanskrisen, blev Haahr hårdt ramt, ikke mindst fordi han som led i lånet hos banken havde købt en mængde aktier i banken. Han blev efterfølgende dømt for kursmanipulation. I 2015 solgte han de nu 43 ubemandede tankstationer, men kæmpede efterfølgende med økonomien. I maj 2016 gik han i betalingsstandsning, og i januar 2017 gik han personligt konkurs. Konkursen blev afsluttet i 2023.

## Politisk karriere
Haahr etablerede i 2001 en lokalliste i Vejle Kommune, Vejle-listen. Formålet med listen var at støtte den daværende borgmester, SF'eren Flemming Christensen. Listen fik stor succes, opnåede valg af tre kandidater, og Haahr kom, skønt en placering som nummer ni på listen, ind i byrådet. Vejle-listens succes sikrede Flemming Christensens genvalg som borgmester, og Olaf Haahr blev valgt til viceborgmester. Han sad i byrådet til 2005, hvor Vejle-listen ikke opnåede valg.

## Privatliv
I 1972 købte Haahr en stor liebhaverejendom i Bredballe, der er en bydel i den østlige udkant af Vejle; ejendommen havde tilhørt hans mormor og morfar og kostede 575.000 kr. i 1972 (ca. 3,75 mio. i 2016-DKK), hvilket på dette tidspunkt var det hidtil dyreste hus, der var handlet i Vejle. Olaf Haahr var i mange år inkarneret ungkarl, men i 1997 giftede han sig og parret fik tre børn, men blev skilt efter otte års ægteskab.
I 2006 købte han Keldsnor Fyr på sydspidsen af Langeland for 6 mio. kr. I 2013 satte han det til salg for 10 mio. kr., dog uden at få det solgt, så året efter blev det atter sat til salg, denne gang for 7,5 mio. kr. I 2016 blev udbudsprisen sænket til 6 mio. kr.
I 2016 solgte han sit sommerhus i Thy for 7,5 mio. kr., for at kunne betale sine kreditorer. I november samme år satte han også sit hus i Bredballe til salg for 25 mio. kr.
Hans private interesser omfatter antikt legetøj og malerier fra kunstnersamarbejdet COBRA, som han har været kendt for at have store samlinger af. Navnlig legetøjssamlingen har været nævnt blandt de fineste i Europa.